# Loweia infracana
Loweia infracana är en fjärilsart som beskrevs av Ruggero Verity 1946. Loweia infracana ingår i släktet Loweia och familjen juvelvingar. Inga underarter finns listade i Catalogue of Life.